# Bilhetes
Bilhetes é um romance gráfico brasileiro idealizado pelo desenhista Paulo Borges. O livro é composto por seis histórias diferentes, todas com roteiros de Marcelo Marchi e desenhadas por seis diferentes artistas: além do próprio Paulo Borges, também participam Jean Diaz, Laudo Ferreira Jr., Marco A. Cortez, Augusto Minighitti e Julius Ohta. A primeira página da história apresenta seis bilhetes, cada um com uma mensagem e pertencente a uma das HQs do livro. Em cada história, o bilhete é parte fundamental para as reviravoltas na vida dos personagens, contudo não é mostrado claramente qual bilhete é o de cada trama, cabendo ao leitor interpretar a partir de pistas deixadas em cada história qual o bilhete que corresponde a cada HQ. O livro, publicado de forma independente em 2017, foi financiado através de crowdfunding pela plataforma Catarse. No ano seguinte, o livro ganhou o Prêmio Angelo Agostini em duas categorias: "melhor lançamento independente" (entregue a Paulo Borges) e "melhor roteirista" (entregue a Marcelo Marchi).